# Codlea
Codlea (in ungherese Feketehalom, in tedesco Zeiden) è un municipio della Romania di 24550 abitanti, ubicato nel distretto di Brașov, nella regione storica della Transilvania.

## Storia

Măgura Codlei

Codlea sorge ai piedi del monte Magura Codlei (1294 m) sulle cui pendici i Cavalieri Teutonici costruirono agli inizi del XIII secolo la cosiddetta Fortezza Nera (Schwarzburg) a difesa della strada sassone che collegava Ţara Bârsei alla provincia di Sibiu. Dopo la cacciata dei cavalieri, la fortezza passò sotto la protezione del re Béla IV d'Ungheria, fino a quando non fu distrutta e mai più ricostruita, forse, durante l'invasione dei Tartari nel 1345.
L'attuale abitato di Codlea parrebbe fondato fra il XII e il XIII secolo da coloni sassoni che si sentivano protetti dalla fortezza. 
Le prime citazioni storiche risalgono al 1335 e al 1377, quando la località viene citata per la prima volta come Cidinis.
Nella storia della città si registrano ancora attacchi dei turchi nel 1530 e 1658, due tremendi incendi nel 1628 e il 1685, la peste nel 1660, ed ancora saccheggi da parte delle truppe imperiali asburgiche nel 1690 e durante la rivolta dei villici (1703-1711) da tutti e due gli schieramenti.

## Monumenti e luoghi d'interesse

### Chiesa fortificata

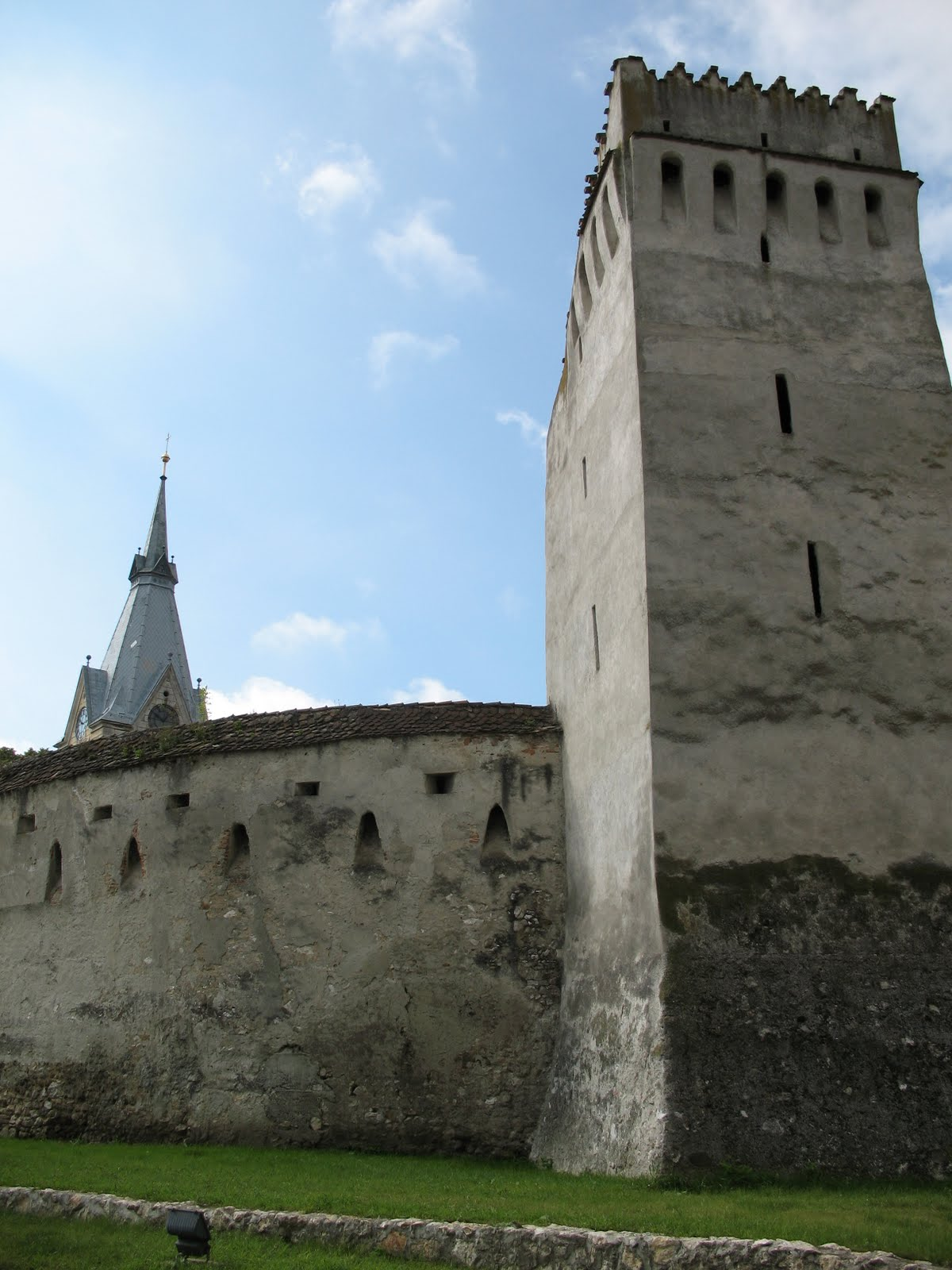
Particolare della fortezza

Il principale monumento della città è la chiesa evangelica luterana, edificio originariamente romanico (XIII secolo, rimaneggiata in stile gotico nel XV secolo. Nello stesso periodo, a seguito delle scorribande turche del 1421 e del 1432, fu costruita una doppia cinta di mura alte dagli 8 ai 10 metri a formare un recinto di forma ovale con torri e fossato. Lungo le mura furono addossati magazzini e ricoveri per la popolazione che vi trovava riparo durante gli attacchi. Questi edifici conservati in parte a portico, furono demoliti ad est quando fu rinforzata e sopralzata fino a 65 m la torre di accesso per adattarla a campanile ed in parte a sud nel 1830 quando fu edificato il palazzo del comune; pochi anni dopo fu chiuso anche il fossato per realizzare la nuova scuola.Il castello fu occupato solo una volta, nel 1612 dal principe transilvano Gabriel Bathory che indusse la comunità a consegnarlo con l'inganno ma, quattro giorni dopo, gli abitanti riuscirono a riprenderlo. Le due torri (dei falegnami e dei tessitori) e la cinta muraria ancora esistenti sono state restaurate completamente fra il 1979 e il 1982 grazie al contributo dei 26 quartieri della città. 

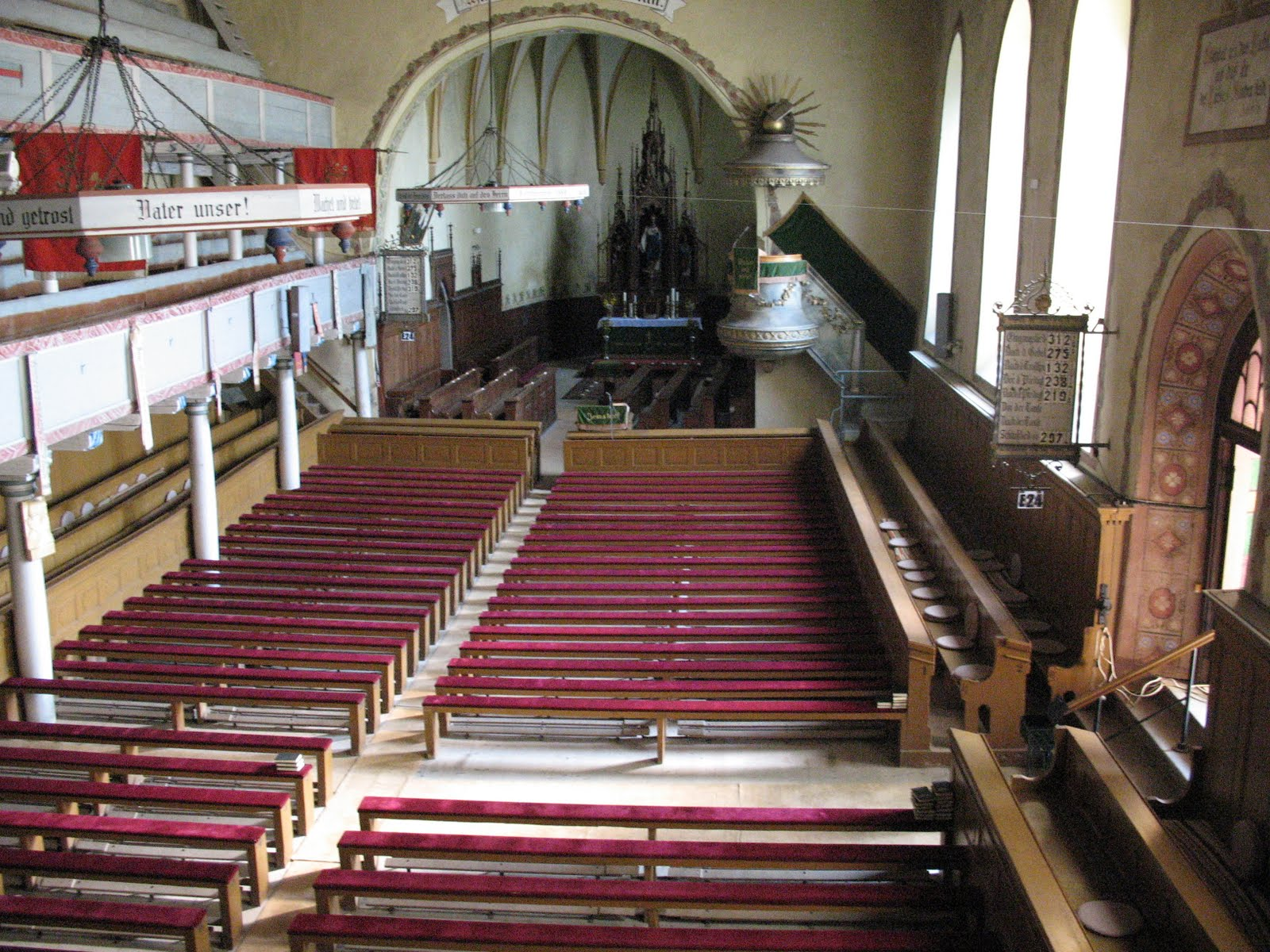
Interno della chiesa luterana

La chiesa, dedicata prima della Riforma ai santi Michele e Giorgio, è una delle poche chiese della Transilvania a sala romanica. La sua parte più antica  è la facciata ovest, in pietra calcarea grezza, con un alto timpano a sesto acuto, con tre feritoie. L'atrio nasconde il bellissimo e semplice portale occidentale, con tre colonne per lato e capitelli abbelliti da palmette e protome umane. Sul lato sud si apre l'antico ingresso riservato ai sacerdoti, come in molte antiche chiese romaniche di rito cattolico, e ampie finestre a bifora che illuminano l'interno. Il coro con colta a rete ed illuminato da tre trifore, fu aggiunto all'inizio del XVI secolo. L'ampio interno a sala ha un pregevole soffitto a cassettoni lavorato e dipinto; il lato nord è occupato da una tribuna di legno a due piani riservata ai giovani uomini mentre il lato ad ovest è chiuso dalla tribuna dell'organo del 1709. Ad est si trovano il pulpito, realizzato nel 1841, il fonte battesimale neogotico del 1904 e l'altare neogotico, donato dall'Associazione delle donne, abbellito da tra statue policrome raffiguranti Gesù con una mano sul cuore ed ai lati San Pietro e San Martino.

Nel vecchio palazzo del Comune è stato aperto nel 2016 il Museo della storia e Tradizioni di Coldea.

La Chiesa ortodossa e il cimitero rumeno furono costruiti nel 1783 .